# Rickard Gunnarsson
Rickard Gunnarsson, född 19 september 1991, är en svensk friidrottare (medeldistanslöpare) tävlande för Hässelby SK. 
Gunnarsson  tävlade på 800 meter vid U23-EM 2013 i Tammerfors men slogs ut i försöken.
Han deltog på 800 meter vid EM i Zürich 2014 men slogs ut i försöken på tiden 1:50,58.

## Personliga rekord
| Utomhus - 400 meter – 48,53 (Uddevalla 26 juli 2014) - 400 meter – 49,22 (Mölndal 4 augusti 2012) - 800 meter – 1:47,20 (Sollentuna 26 juni 2014) - 1 000 meter – 2:27,89 (Göteborg 5 september 2015) - 1 500 meter – 3:46,78 (Jessheim, Norge 5 juni 2014) | Inomhus - 400 meter – 49,35 (Uddevalla 24 februari 2013) - 800 meter – 1:49,78 (Stockholm 6 februari 2014) - 1 500 meter – 3:54,44 (Sätra 20 februari 2011) |